# Ripsaw
El Ripsaw es un vehículo de combate terrestre no tripulado en desarrollo, diseñado y construido por Howe & Howe Technologies (hasta 2018, cuando Textron Systems adquirió la empresa) para su evaluación por parte del Ejército de los Estados Unidos.
Los hermanos Howe comenzaron el proyecto Ripsaw como un pequeño proyecto familiar en el 2000. Lo presentaron en una exhibición de vehículos en Dallas en 2001, donde llamó la atención del Ejército de los EE. UU. Más tarde, ese año, el ejército estadounidense ordenó que se fabricara un prototipo, el MS-1 para ser enviado a Irak.[cita requerida]
El Ripsaw está destinado a realizar diversas misiones, como la protección de convoyes, defensa del perímetro, vigilancia, rescate, patrulla fronteriza, control de multitudes y la eliminación de artefactos explosivos. Para la defensa del perímetro o el control de multitudes, se puede montar un cinturón de municiones de control de multitudes M5 (MCCM) alrededor del vehículo para disolver multitudes o enfrentarse a personal hostil con balas de goma y granadas de destello que son menos letales. Las cámaras brindan una cobertura de 360 grados para que el operador tenga conciencia situacional.
El Ejército ha probado el Ripsaw por control remoto desde otro  vehículo blindado desde una distancia de hasta 1 km (0,6 mi). El sistema de armas está modificado para disparar de forma remota utilizando el Sistema de Armamento Remoto Avanzado (ARAS,  por sus siglas en inglés), un arma que carga su propia munición y puede intercambiar entre varios tipos de munición, desde letales a menos letales, en solo unos segundos. Estas capacidades permiten a los vehículos tripulados enviar el Ripsaw frente a ellos y atacar objetivos sin exponer a los soldados a amenazas. En marzo de 2017, el Ejército todavía estaba probando el vehículo como una plataforma no tripulada para probar estaciones de armas controladas a distancia.
En octubre de 2019, Textron y Howe & Howe presentaron su vehículo Ripsaw M5, y el 9 de enero de 2020, el Ejército de los EE. UU. Les otorgó un contrato para el programa Robotic Combat Vehicle-Medium (RCV-M). Se entregarán y utilizarán cuatro prototipos de Ripsaw M5 a nivel de empresa para determinar la viabilidad de integrar vehículos no tripulados en operaciones de combate terrestre. Puede alcanzar velocidades de más de 64 kilómetros por hora (40 mph) tiene un peso de 10,5 toneladas y una capacidad de carga útil de 3,600 kg (8,000 libras). El RCV-M está armado con un cañón Mk44 Bushmaster II de calibre 30 mm, y un par de misiles guiados antitanque, su blindaje estándar puede soportar hasta municiones calibre 12,7 × 108 mm, adicionalmente se le puede poner un blindaje opcional que aumenta el peso hasta 20 toneladas. Si está deshabilitado, conservará la capacidad de disparar, con sus sensores y enlace ascendente de radio priorizados, para continuar transmitiendo como su función principal.

## Variantes
- El prototipo Ripsaw UGV (civil) podría acelerar a 105 km/h (65 mph) en aproximadamente 3.5 segundos, ya que era más liviano, pero no era tan resistente.
- Ripsaw MS1 táctico UGV de 600 caballos (608,3 CV; 447,4 kW) de gran tamaño y personalizado, cuenta con un motor diesel Duramax 6.6L V8, que entrega un par de 1200 newtons·metro (885 lb·pie).[12] El Ripsaw MS1 fue una plataforma de prueba de las capacidades todoterreno. No estaba tripulado exclusivamente, costaba 200.000 dólares y podía acelerar de 0 a 105 km/h (65 mph) en 3 segundos.[3]
- Ripsaw MS2 UGV está hecho para ser más grande, más rápido y más modular que el MS1. Pesa 4.5 toneladas y puede transportar una carga útil de 1 tonelada. El chasis tubular ligero está propulsado por un motor diésel Duramax de 6.6 litros que genera 600 caballos (608,3 CV; 447,4 kW) y 1400 newtons·metro (1033 lb·pie) de par. Totalmente cargado, el MS2 puede acelerar de 0 a 80 km/h en 5,5 segundos y tiene una velocidad máxima de 97 km/h. El vehículo puede atravesar pendientes de 50 grados y cuestas de 45 grados. Opcionalmente, puede ser tripulado o teleoperado desde un vehículo de mando cercano. El armamento puede incluir una ametralladora M240 o una ametralladora M2 calibre 50, y ha sido probado con el misil Javelin. Si el Ripsaw se daña sus piezas, se pueden "canibalizar" en el terreno y volver a ensamblar rápidamente. Un vehículo MS2 cuesta $ 750,000.

- Ripsaw MS3 UGV está siendo probado por el Comando de Investigación, Desarrollo e Ingeniería del Ejército de los Estados Unidos en el marco de la iniciativa Plataforma de Maniobra Armada Remota (RAMP) para integrar el sistema de armas remotas M153 CROWS en un vehículo no tripulado.[13] RAMP se demostró en Fort Benning, Georgia en octubre de 2013 como parte del programa de vehículos terrestres no tripulados armados (AUGV) del Ejército.[14]
- Ripsaw EV2 es una versión de lujo, con un cuerpo completamente cerrado y dos asientos dentro de la cabina. Puede superar velocidades de más de 97 km/h (60 mph) y tiene un alcance de aproximadamente 480 kilómetros (298 mi). Actualmente, se desconoce si el EV2 puede montar sistemas de armas operados a distancia o no. Este modelo está diseñado para el mercado civil, pero aún cuesta $ 295,000 con características personalizables.[15]
- Ripsaw M5 es totalmente autónomo y eléctrico con una velocidad máxima de hasta 96 km/h (60 mph) y un diseño modular.[16]

- Ripsaw F4 con una velocidad de 55 millas por hora (89 km/h) un peso de 10 000 libras (4536 kg)[17]